# Homero y la filología clásica
Homero y la filología clásica (Homer und die klassische Philologie. Ein Vortrag) es un extracto de la lección inaugural que dio Friedrich Nietzsche en la Universidad de Basilea el 28 de mayo de 1869.

## Argumento
El primer acercamiento es con el carácter no muy definido de la filología, esto contrastado con el gran afán científico de la época y de la definición de términos. Son estos términos según Nietzsche que la filología toma prestados de otras ciencias, sin embargo el terreno estético y ético de la misma, hace de ella una ciencia que quiere comprender otras manifestaciones que no están dentro del rigor científico.
La crisis (según dice Nietzsche) esta en la filología cuando se hallan en los estudios «fundamentales» de los filólogos como su capacidad y sensibilidad artística no está desarrollada.

### Homeroy su personalidad
Según Nietzsche, la cuestión homérica viene acompañada de un desdén por el individuo, incluyendo incluso que sea el mismo «genio» solo limitado por el recogimiento de cantos de otros, incluso criticando a Aristóteles por su «miedo en contravía a lo popular» y por abstenerse de hacer críticas abiertas a los clásicos. Aquí Nietzsche exalta lo popular en la obra de un hombre, quien no puede hacer grandes obras si se queda encerrado en su cuarto esperando que las ideas salgan de su cabeza. Producto de ello es que los eruditos no entiendan a Homero, ya que buscaban en el, factores que explicasen la época desechando incluso la obra que podría servir de material indiscutido en el estudio de mismo.

#### Las dos últimas críticas
En la primera de ellas se invita a ver no solo a Homero como una época si no como un artista, que ha devenido de una tierra y que como tal también aporta de su propia convicción lo que sería la obra, y no solo como el que recoge los cantos épicos de la época.
En la segunda hace un llamado a los nuevos intelectuales que «superan» a los viejos, sin tener en cuenta el trabajo realizado por ellos para traer esas obras. Es como lo denominaría el mismo Nietzsche una obra de gratitud.